# Katholieke Universiteit Leuven

Zegel van de KU Leuven (sinds 1970), met verwijzing naar haar voorganger uit 1425.

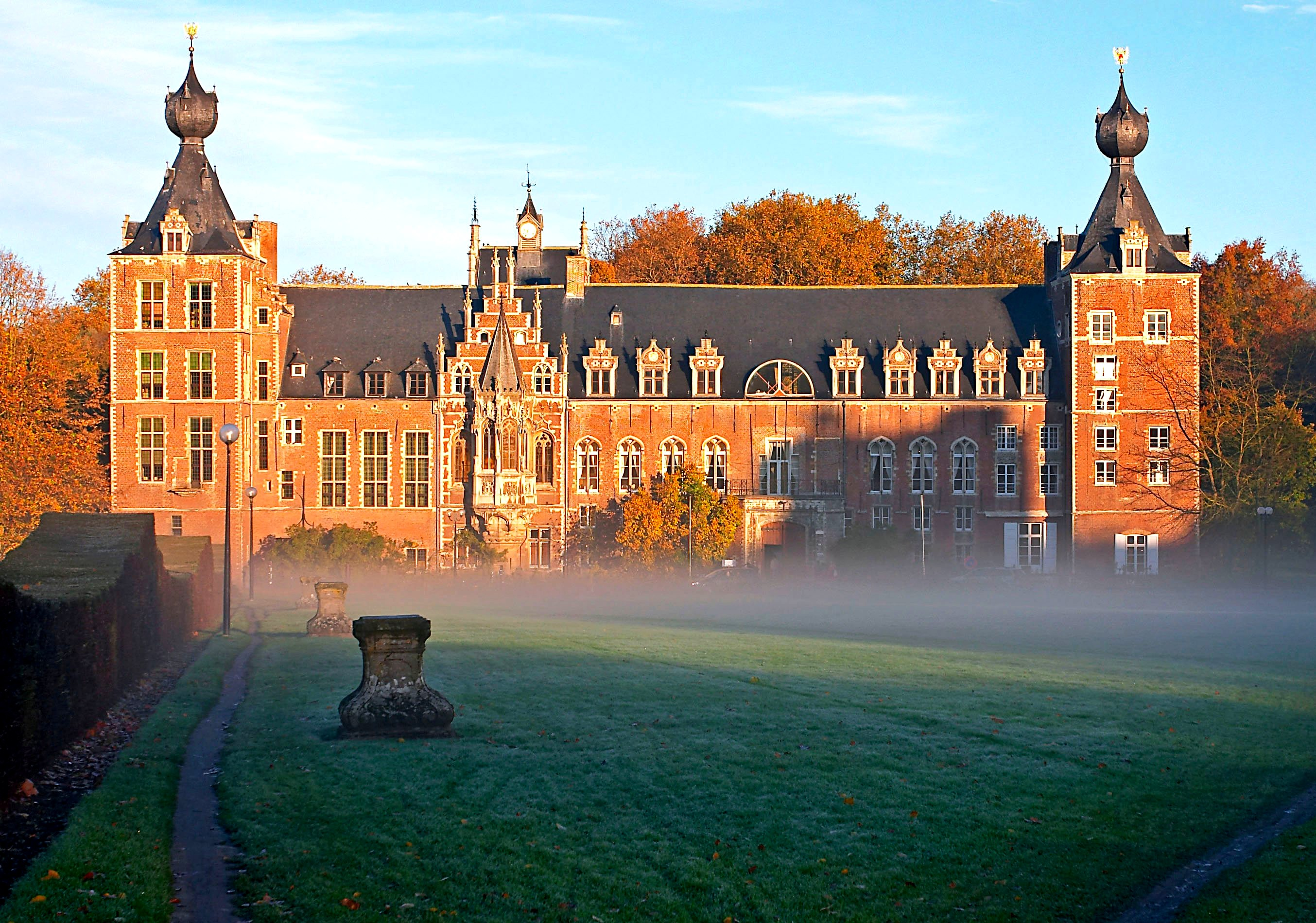
Het Kasteel van Arenberg, met het decanaat van de Faculteit Toegepaste Wetenschappen

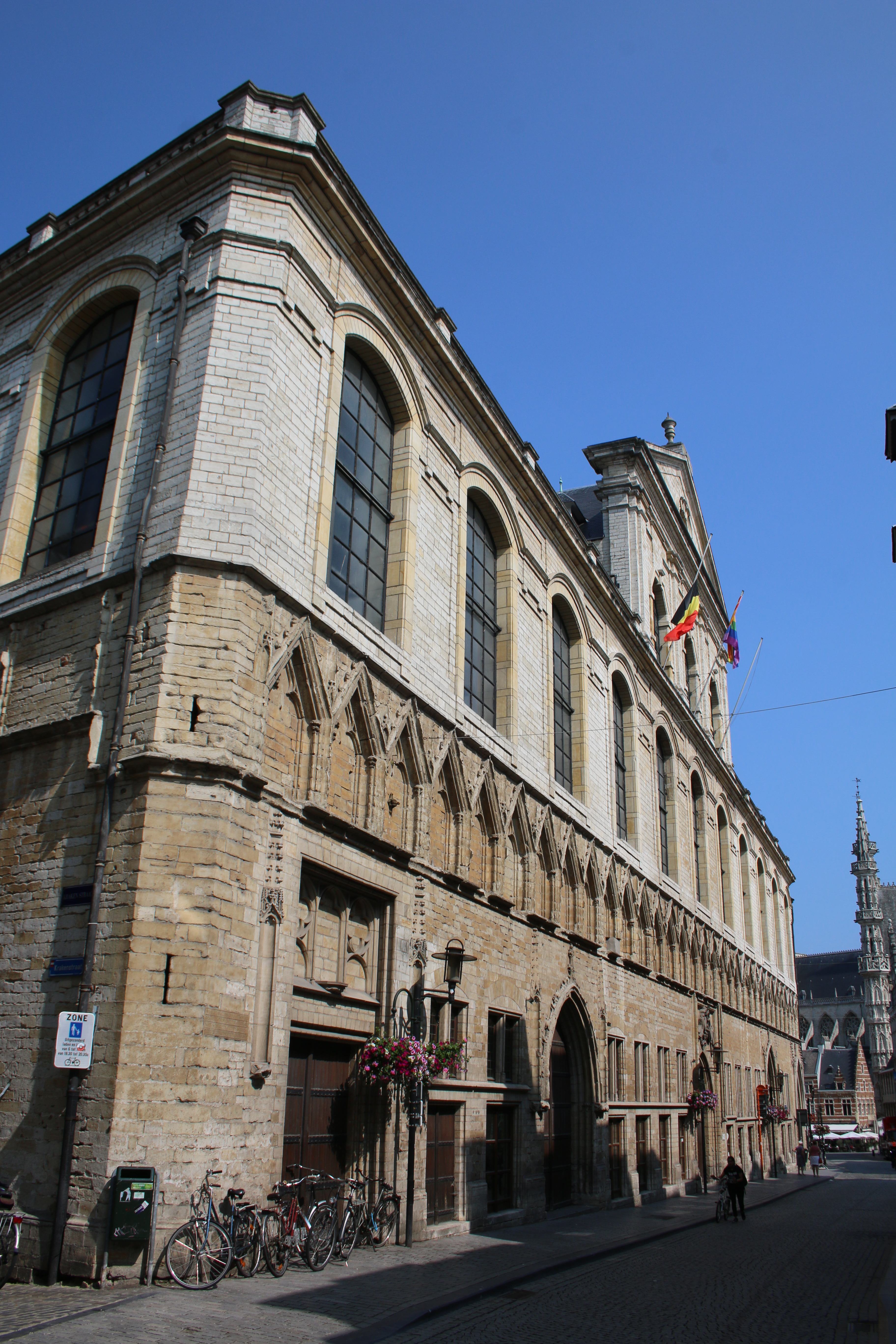
De Universiteitshal in de Naamsestraat, zetel van het rectoraat

De Katholieke Universiteit Leuven of KU Leuven is een katholieke universiteit, waarvan de hoofdcampus gevestigd is in de Belgische stad Leuven. De KU Leuven biedt ook opleidingen aan op haar campussen te Brussel, Antwerpen, Gent, Kortrijk, Brugge, Geel, Diepenbeek, Sint-Katelijne-Waver en Aalst. Zij is met 22.622 personeelsleden en 65.655 studenten niet alleen de grootste Nederlandstalige universiteit, maar ook de grootste universiteit van de Lage Landen.
Volgens het Times Higher Education Supplement (THES) van The Times is de KU Leuven in 2024 de hoogst scorende Belgische en de hoogst scorende Nederlandstalige universiteit. Wereldwijd staat de KU Leuven 43ste op basis van scores en in de groep 51-60 op basis van reputatie.
De KU Leuven is lid van de Coimbragroep, CESAER, de European University Association en de Liga van Europese Onderzoeksuniversiteiten.
In 1968 splitste de Katholieke Universiteit Leuven zich na Leuven Vlaams in een Nederlandstalige en een Franstalige universiteit. De Nederlandstalige universiteit bleef in Leuven gehuisvest. De Franstalige instelling verhuisde naar een nieuw opgerichte stad in Waals-Brabant: Louvain-la-Neuve en naar een medische campus in Sint-Lambrechts-Woluwe.

## Bestuur
De universiteit wordt geleid door wat in het Belgische onderwijs een 'inrichtende macht' of 'inrichtende overheid' wordt genoemd. Deze bestond traditioneel hoofdzakelijk uit de Belgische bisschoppen, met de aartsbisschop van Mechelen-Brussel als grootkanselier. De laatste Belgische primaat die de inrichtende macht voorzat was Mgr. Léonard. Hij werd opgevolgd door Herman Daems, die in 2020 werd opgevolgd door Marianne Thyssen. De titel van grootkanselier is ceremonieel geworden. De huidige grootkanselier is Mgr. De Kesel.
De inrichtende overheid bestaat uit een voorzitter, 27 volwaardige leden en 7 leden met raadgevende stem. De volwaardige leden zijn verdeeld in negen vertegenwoordigers van de KU Leuven, één vertegenwoordiger van de Associatie KU Leuven, acht vertegenwoordigers van de geassocieerde hogescholen en acht gecoöpteerde leden gekozen uit het maatschappelijk middenveld in Vlaanderen. De zeven leden met raadgevende stem zijn de primaat van de Belgische kerkprovincie en de vier bisschoppen aan het hoofd van de Vlaamse bisdommen, de directeur van het Vlaams Secretariaat van het Katholiek Onderwijs en de rector van de KU Leuven, sinds 2017 Luc Sels.
Het concrete beheer van de universiteit staat onder leiding van een Raad van bestuur, voorgezeten door de persoon die ook voorzitter is van de inrichtende overheid. De leden zijn: de rector, drie vicerectoren, de algemeen beheerder, zestien leden en twee studenten. Met raadgevende stem zijn ook lid: bisschop Johan Bonny en de voorzitter van de associatie KU Leuven.
De dagelijkse leiding van de universiteit berust bij de verkozen en benoemde rector en bij de leden van de Academische Raad, meer in het bijzonder van het 'Gemeenschappelijk Bureau', waarin onder meer zetelen: de rector, de vicerectoren en de algemeen beheerder.
Het feest van de patroonheilige of dies natalis van de universiteit wordt gevierd op 2 februari (Maria-Lichtmis). Op die dag reikt de universiteit eredoctoraten uit. Vanaf het academiejaar 2015-2016 worden de eredoctoraten op de eerste woensdag van het tweede semester uitgereikt zodat ook de studenten aan de vieringen kunnen deelnemen.
Het zegel van de universiteit toont vanaf 1909 een zittende Maria als Sedes sapientiae. Vroeger toonde de zegel de gekroonde letters MR voor Maria Regina.
Het Universitair Ziekenhuis Leuven maakt deel uit van de KU Leuven en is als academisch ziekenhuis nauw verbonden met onder andere de Faculteit Geneeskunde.

## Geschiedenis

### Oprichting in Mechelen (1834)

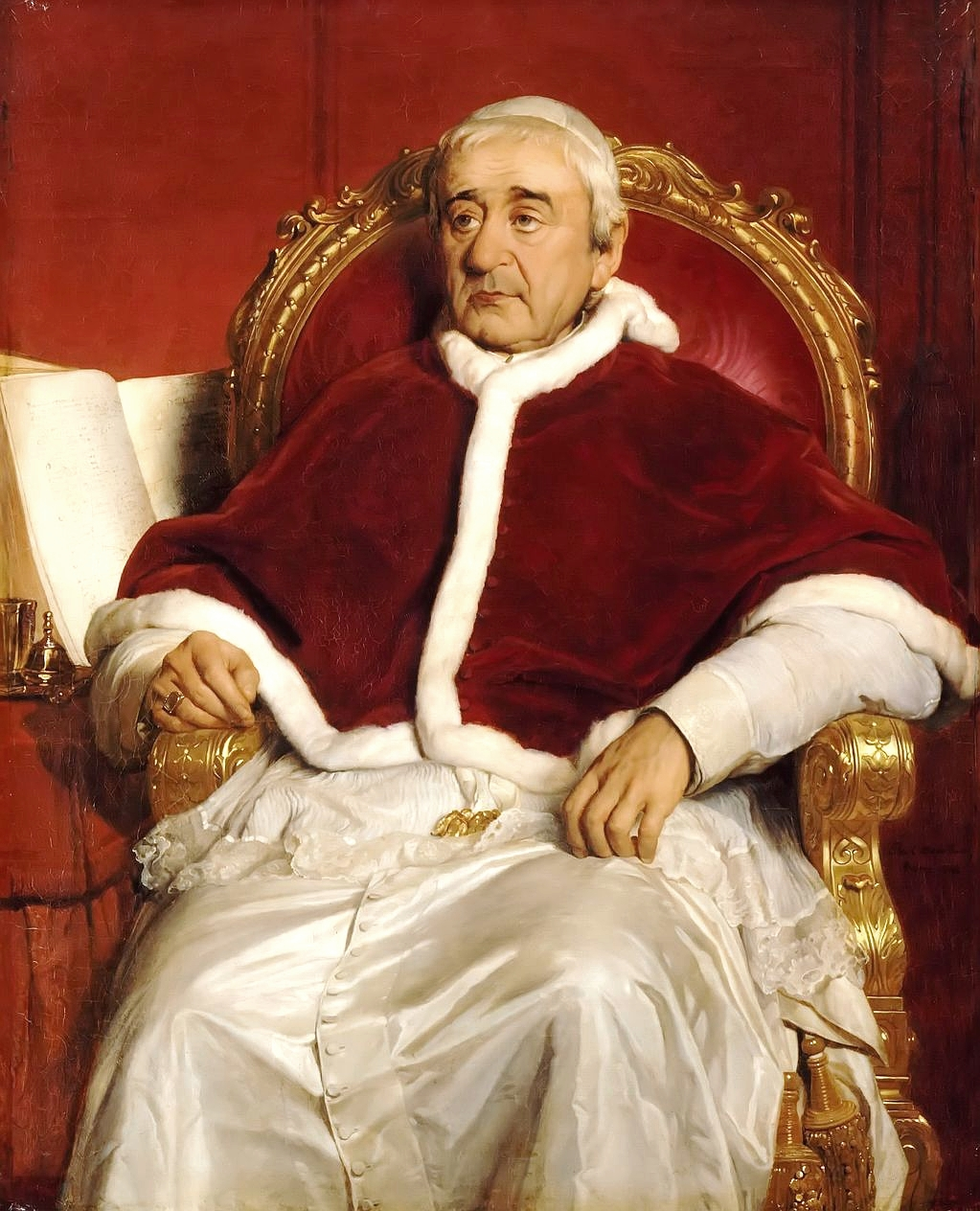
Paus Gregorius XVI, medestichter met de bisschoppen van België door zijn pauselijke brief gegeven op 13 december 1833 van de Katholieke Universiteit van Mechelen en daarna van Leuven

In het jaar 1834 werd in Mechelen de Katholieke Universiteit, een Franstalige universiteit onder de naam Université catholique de Belgique, opgericht door de Belgische bisschoppen na een pauselijke brief van paus Gregorius XVI van 13 december 1833. Informeel werd de universiteit ook Université catholique de Malines genoemd, naar haar eerste plaats van vestiging. Het eerste jaar bleef de Katholieke Universiteit in Mechelen.

### Verhuizing van de nieuwe universiteit naar Leuven (1835)
De nieuwe, Franstalige, universiteit werd in 1835 naar Leuven overgebracht en nam daar de plaats van haar voorganger Rijksuniversiteit Leuven in. Kort na de verhuizing naar Leuven, nam ze de nieuwe naam van Université catholique de Louvain aan. Met de wet van 12 augustus 1911 wordt de officiële benaming Université catholique de Louvain — Katholieke Universiteit te Leuven.

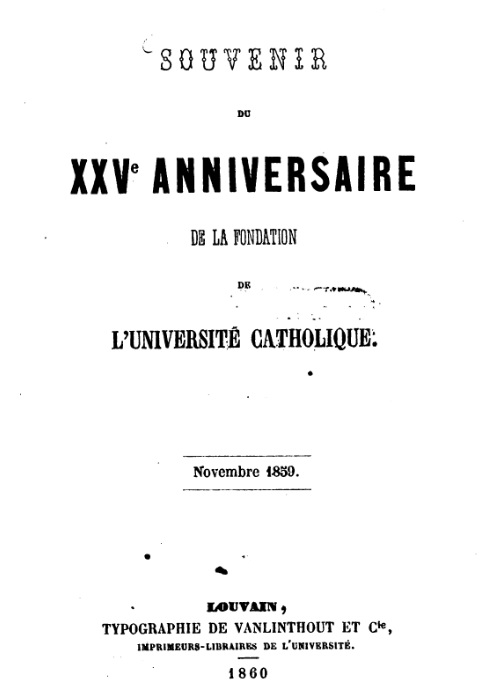
Boek ter ere van de 25ste verjaardag van de universiteit, 3 november 1859.

### Voorgaande universiteiten in Leuven en debat over continuïteit
De stad Leuven heeft een oude universitaire traditie die teruggaat tot 1425. De voorgeschiedenis kan ingedeeld worden in:
- De Universiteit van Leuven (Studium Generale Lovaniense) met onderwijstaal Latijn, gesticht in 1425 door de burgerlijke overheden van Brabant, hertog Jan IV van Brabant, evenals het gemeentebestuur van de stad Leuven[10], ondanks het aanvankelijke verzet van het kapittel van Sint-Pieter[11], en afgeschaft in 1797.
- De Rijksuniversiteit Leuven, met onderwijstaal Latijn, opgericht in 1817 en afgeschaft in 1835. Deze telde tijdens haar bestaan meer dan 8000 studenten, waaruit de eerste generatie van de Belgische liberale elite ontstond, die een rol speelde bij het ontstaan van het Belgisch koninkrijk. Het was een neutrale en niet-confessionele universiteit, en een groot aantal professoren van deze Rijksuniversiteit Leuven was al hoogleraar aan de gesloten oude universiteit van Leuven. Maar zoals Geertrui Couderé het schreef: "Maar dat er te Leuven ooit een Rijksuniversiteit heeft bestaan is voor velen steeds een onbekend feit en de oorzaak dat de Rijksuniversiteit lange tijd in de taboesfeer verbleef"[12].

In zijn organiek reglement verklaart de KU Leuven zich de voortzetting van het studium generale dat op 9 december 1425 door paus Martinus V werd opgericht. Nochtans is van een civielrechtelijke voortzetting geen sprake, zoals blijkt uit 19e-eeuwse rechtspraak. Maar toen het Belgisch episcopaat in 1834 in Mechelen een universiteit stichtte, was het wel de uitdrukkelijke bedoeling bij de traditie van de in 1797 opgeheven alma mater aan te sluiten. Het jaar daarop verhuisde deze universiteit op uitnodiging van het Leuvens stadsbestuur en nam ze haar intrek in gebouwen van de universiteit, die ondertussen stadseigendom waren geworden.
De vooropgestelde continuïteit is dubbel. In de eerste plaats is er een geografische continuïteit. Dat hierin tijdens de revolutietijd een hiaat is ontstaan, is een lot dat Leuven deelt met enkele Europese universiteiten (met uitzondering van de oude academies in het Verenigd Koninkrijk en nog andere Staten in Europa). Geen van deze universiteiten heeft haar oorspronkelijke structuur behouden. Dit belet niet dat ze zich allemaal beroepen op een stichting in de middeleeuwen of in de nieuwe tijd. Zo beroepen de verschillende universiteiten die zijn voortgekomen uit de Parijse Sorbonne zich alle op een traditie van acht eeuwen universitaire vorming.
Voor wat Leuven betreft is er nog een tweede continuïteit aan te wijzen met de oude alma mater. De universiteit uit de middeleeuwen dankte haar ontstaan aan een burgerlijke overheid, maar werd bevestigd door een pauselijke bulle. De nieuwe Katholieke Universiteit Leuven werd in 1834 eveneens, op vraag van de Belgische bisschoppen, door de paus Gregorius XVI goedgekeurd. De universiteiten onder het ancien régime hadden alle een confessionele stempel. In tegenstelling tot de meeste, die na de revolutiejaren een neutrale overheidsinstelling werden, is de nieuwe universiteit in Leuven, zowel in naam als in bestuursvorm en reglementen een confessionele instelling gebleven. Naar kerkelijke opvatting was daarbij, ondanks de drie decennia onderbreking, ook in rechte geen verjaring ingetreden en was de Katholieke Universiteit van 1834 de rechtmatige en directe voortzetting en belichaming van de in 1797 opgeheven universiteit.
Het belet niet dat onder het ancien régime, en zeker in de 17e en 18e eeuw, van Baius (1512-1589), Cornelius Jansenius (1585-1638) en Petrus Stockmans (1608-1671) tot Johannes van Neercassel (1625-1686), Zeger Bernhard van Espen (1646-1728), Febronius (1701-1799) en Josse Le Plat (1732-1810), de oude Universiteit Leuven doordrongen was van Jansenisme en Gallicanisme en in feite nogal afhankelijk was van de burgerlijke overheid, die de professoren benoemde en betaalde. Ze was dus in zekere mate een staatsuniversiteit, die grotendeels buiten de invloed bleef van de bisschoppen. Tot op het einde, met als rector onder meer de vrijmetselaar Charles Lambrechts (1753-1825), bewoog de universiteit zich voor een groot deel in de sfeer van de Verlichting zoals ze door keizer Jozef II en in de Zuidelijke Nederlanden door Karl Johann Philipp von Cobenzl, Patrice-François de Neny en andere gezagsdragers werd ondersteund.
Nochtans was deze houding, zelfs toen, niet unaniem. Een deel van de professoren - onder wie de augustijn en hoogleraar Bernardus Désirant (1656-1725), tegenstander van Van Espen en protagonist in de zaak genoemd Falsificatie van Leuven, Christiaan Frans Terswaek (1725-1781), hoogleraar in de scholastieke theologie, Jacob Thomas Jozef Wellens (1726-1784), president van het Naamse College, Laurens Jozef Lelivelt (1708-1765), hoogleraar in de scholastieke theologie en president van het Hollands College, Jean-Noël Paquot, (1722-1803), erudiet bibliograaf en hebraïst aan het Collegium Trilingue, de medicus Adriaan Van Rossum (1705-1789), Jozef Maugis (1711-1780), voorstander van de strenge augustiniaanse leer en de nog jonge bibliothecaris Cornelius Franciscus de Nelis (1736-1798) en zijn opvolger Jan Frans van de Velde (1743-1823)- en van de studenten, vooral onder de talrijke theologanten, bleef trouw aan de paus van Rome en aan de ultramontanen onder de bisschoppen. Twee universiteiten als het ware, onder één en dezelfde naam.
Veertig jaar later, na de stichting van de Katholieke Universiteit, was de situatie alvast zeer verschillend. De Kerk had doorheen de revolutiejaren een loutering ondergaan en had de opeenvolgende vervolgingen doorstaan en overwonnen. De Belgische overheid had grondwettelijk de vrijheid van onderwijs vastgelegd. De nieuwe Katholieke Universiteit van Leuven werd opgericht door gezagsgetrouwe, ultramontaanse priesters en geleerden die, ondersteund door het episcopaat, ver af stonden van sommige doctrines die destijds succes kenden binnen de oude universiteit van Leuven. Ze waren dan ook maar de morele erfgenamen van een gedeelte van de universiteit waarvan ze enkele belangrijke meesters uit de 17e en 18e eeuw veroordeelden. Men kan dan ook in zekere mate de stelling aanhouden dat er geen of slechts een gedeeltelijke ideologische continuïteit was. Men kan dit echter ook relativeren en evenzeer voorhouden dat die continuïteit er evenmin is tussen de stichters van 1834 en de universiteit van de twintigste en de 21e eeuw. Ook binnen de ruimere traditie van een katholieke universiteit is de tijdgeest oorzaak van intellectuele evoluties, zonder dat aan de fundamenten wordt geraakt.

### 19e eeuw
De Katholieke Universiteit, die in 1834 door de Belgische bisschoppen was opgericht in Mechelen, kon al na één jaar naar Leuven verhuizen. De taal van het onderricht was het Frans, in tegenstelling tot haar voorgangers zoals de Rijksuniversiteit Leuven. In de theologische faculteit bleef het Latijn echter predominerend. In sommige faculteiten werden cursussen in het Nederlands gegeven. Dit bleef zo tot er in 1930 een volledig Nederlandstalige universiteit naast de Franstalige tot stand kwam. In het laatste kwart van de 20e eeuw zijn een aantal programma's en cursussen, vooral in de derde cyclus van postuniversitaire vorming, op het Engels overgeschakeld.

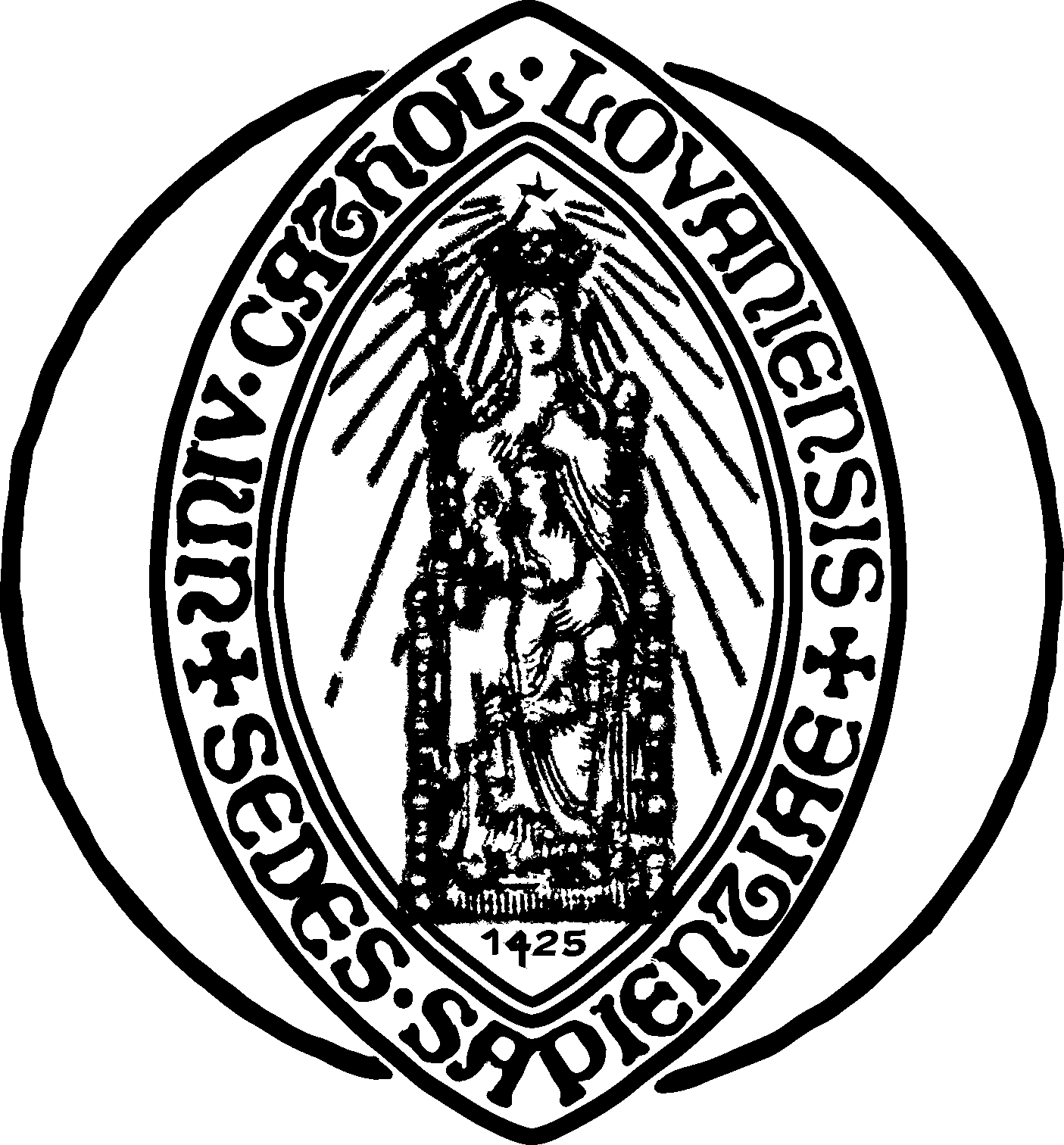
Zegel van de unitaire Katholieke Universiteit te Leuven, ontworpen in 1909.

Over de jaren werd de universiteit een onderzoekscentrum bij uitstek. Het natuurwetenschappelijke denken ging er meer en meer andere wetenschappen beïnvloeden, een evolutie waaraan het positivisme van onder meer Auguste Comte (met de wet van de drie stadia) en de evolutietheorie van Charles Darwin niet vreemd waren. Vanaf halverwege de 19e eeuw kwam in Leuven een grote bloei van de natuurwetenschappen tot stand onder impuls van verschillende wetenschappers (onder wie veel priesters). Belangrijke 19e-eeuwse figuren zijn de biologen Pierre-Joseph van Beneden en Theodor Schwann, grondlegger van de celtheorie, en de geoloog Charles-Louis de La Vallée Poussin. Later in de 19e eeuw en het begin van de 20e eeuw speelde Henry de Dorlodot een belangrijke rol in de uitbouw van de paleontologie en Armand Thiéry in de experimentele psychologie. Vooral was er in de eerste helft van de 20e eeuw de natuurkundige Mgr. Georges Lemaître, de grondlegger van de Big Bangtheorie, in de kosmologie.

### 20e eeuw
De universiteit van Leuven verwierf, samen met de universiteit van Brussel, haar rechtspersoonlijkheid in 1911 en werd officieel benoemd als "Université catholique de Louvain - Katholieke Hogeschool te Leuven", later "Université catholique de Louvain - Katholieke Universiteit te Leuven".

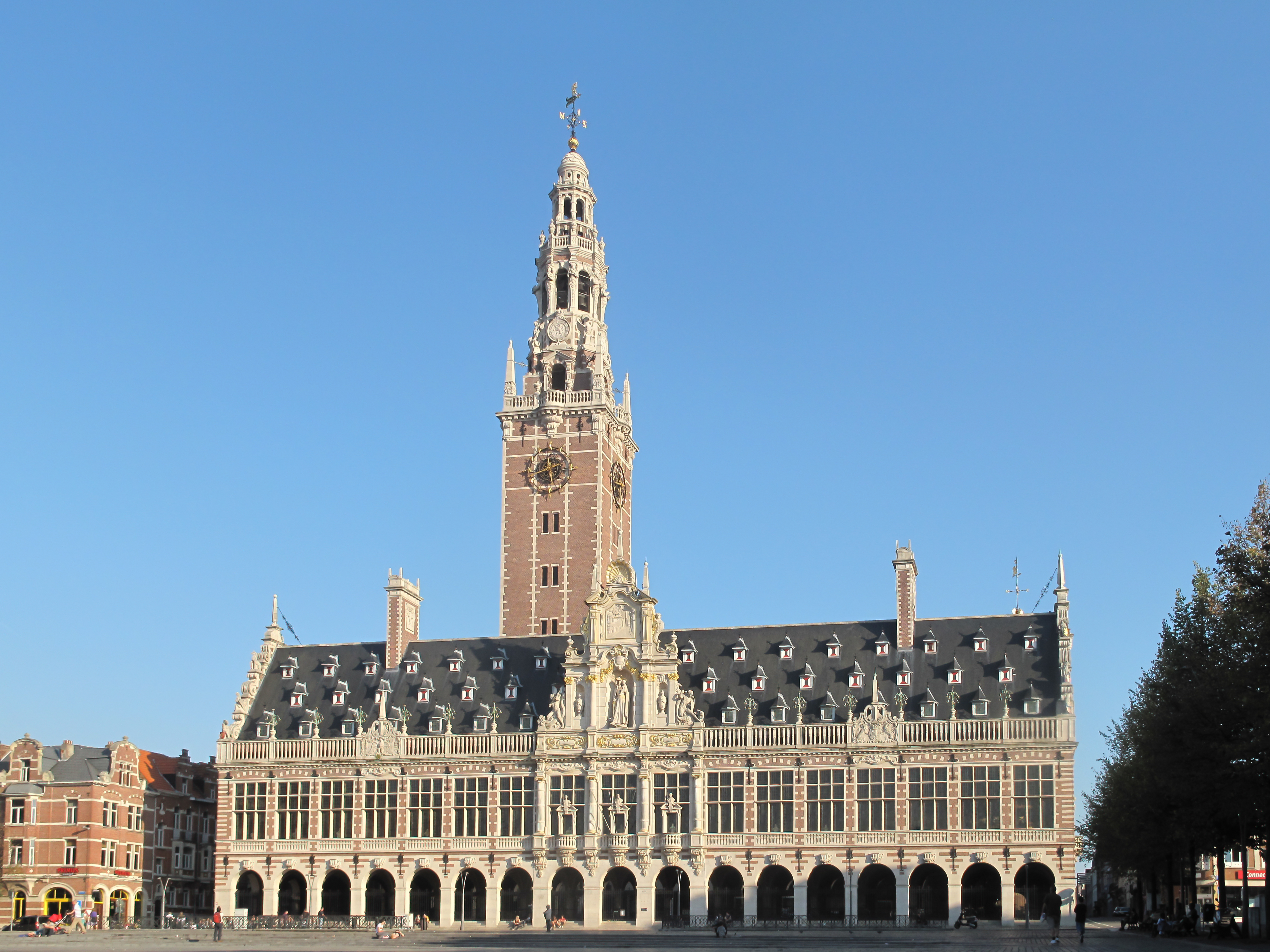
De bibliotheek van de Katholieke Universiteit Leuven in 2011

De universiteit werd tijdens de beide Wereldoorlogen zwaar getroffen. In 1914 werd Leuven geplunderd door de Duitse troepen, en de Lakenhalle (die de universiteitsbibliotheek bevatte) werd op 28 augustus in brand gestoken. Zo'n 300.000 kostbare boeken en manuscripten, verzameld sinds de oprichting in 1834, gingen verloren. De archieven van de voorganger Universiteit Leuven (1425-1797) en een groot deel van de boeken ervan waren niet betrokken, omdat ze sinds de opheffing daarvan in 1797 bewaard werden in publieke instellingen (bijvoorbeeld Rijksarchief, Koninklijke Bibliotheek).
Na de Eerste Wereldoorlog werd een nieuwe bibliotheek gebouwd aan het plein, thans Ladeuzeplein genaamd, gesteund door de Duitse herstelbetalingen en door het "Belgian Relief Fund", een hulpprogramma onder leiding van de latere Amerikaanse president Herbert Hoover. De ontwerper van het nieuwe gebouw dat tussen 1921 en 1929 werd opgericht, was de Amerikaanse architect Whitney Warren. Het monumentale, in Neo-Vlaamse Renaissancestijl opgetrokken gebouw verwijst op vele plaatsen naar de vernietigingen door het Pruisische Duitsland van de Eerste Wereldoorlog. Indrukwekkend zijn ook de vele gegraveerde natuurstenen, met de inscripties van de honderden Amerikaanse technische scholen en ingenieursscholen die bijdroegen tot de heropbouw.
In 1920 stelde de universiteit zich open voor vrouwelijke studenten. De bisschoppen vreesden dat katholieke meisjes anders in Brussel, Gent of Luik zouden gaan studeren, waar het al enkele decennia mogelijk was. Rector Paulin Ladeuze drukte in zijn openingsrede van het academiejaar 1920-21 de hoop uit dat de 39 studentes (op ongeveer 3.000 in totaal) "zich niet in groten getale zouden begeven naar beroepen die niet overeenstemmen met de normale functies die de natuur hen toewijst in de maatschappij". Het reglement verbood dat meisjes- en jongensstudenten bij elkaar op bezoek gingen en meer algemeen werd elke omgang tussen de seksen verhinderd.
Enkele jaren later verwierf de universiteit het door de Belgische staat aangeslagen domein van Arenberg. Er werd een campus exacte wetenschappen in het groen aangelegd naar Amerikaans model, Campus Arenberg.
Tijdens de Tweede Wereldoorlog werd de bibliotheek in een artilleriegevecht tussen Duitse en Britse eenheden opnieuw zwaar getroffen. Op 17 mei 1940 gingen zowat alle 900.000 boeken uit de collectie verloren. Het gebouw werd na de oorlog (meermaals) gerestaureerd, met inbegrip van de beiaard, en ook deze keer met gulle Amerikaanse fondsen. Niet toevallig heeft Stanford University een prachtige beiaardtoren, de "Hoover tower" (met een in 1938 door de Belgische klokkenfabriek Michiels gemaakte klokken, die in de Verenigde Staten bleven na de wereldtentoonstelling van 1939-1940, vanwege het uitbreken van de Tweede Wereldoorlog). Herbert Hoover studeerde aan deze universiteit en heeft er ook een presidentiële bibliotheek laten bouwen.
In de 20e eeuw vormden de gebeurtenissen aan de Leuvense universiteit een weerspiegeling van de Belgische taalstrijd. Een eerste aanvang met de vernederlandsing werd in 1911 gemaakt, en vanaf 1936 werden de meeste colleges zowel in het Nederlands als in het Frans gegeven. Men ging echter niet zo ver als in Gent, waar in 1930 de universiteit officieel Nederlandstalig werd.

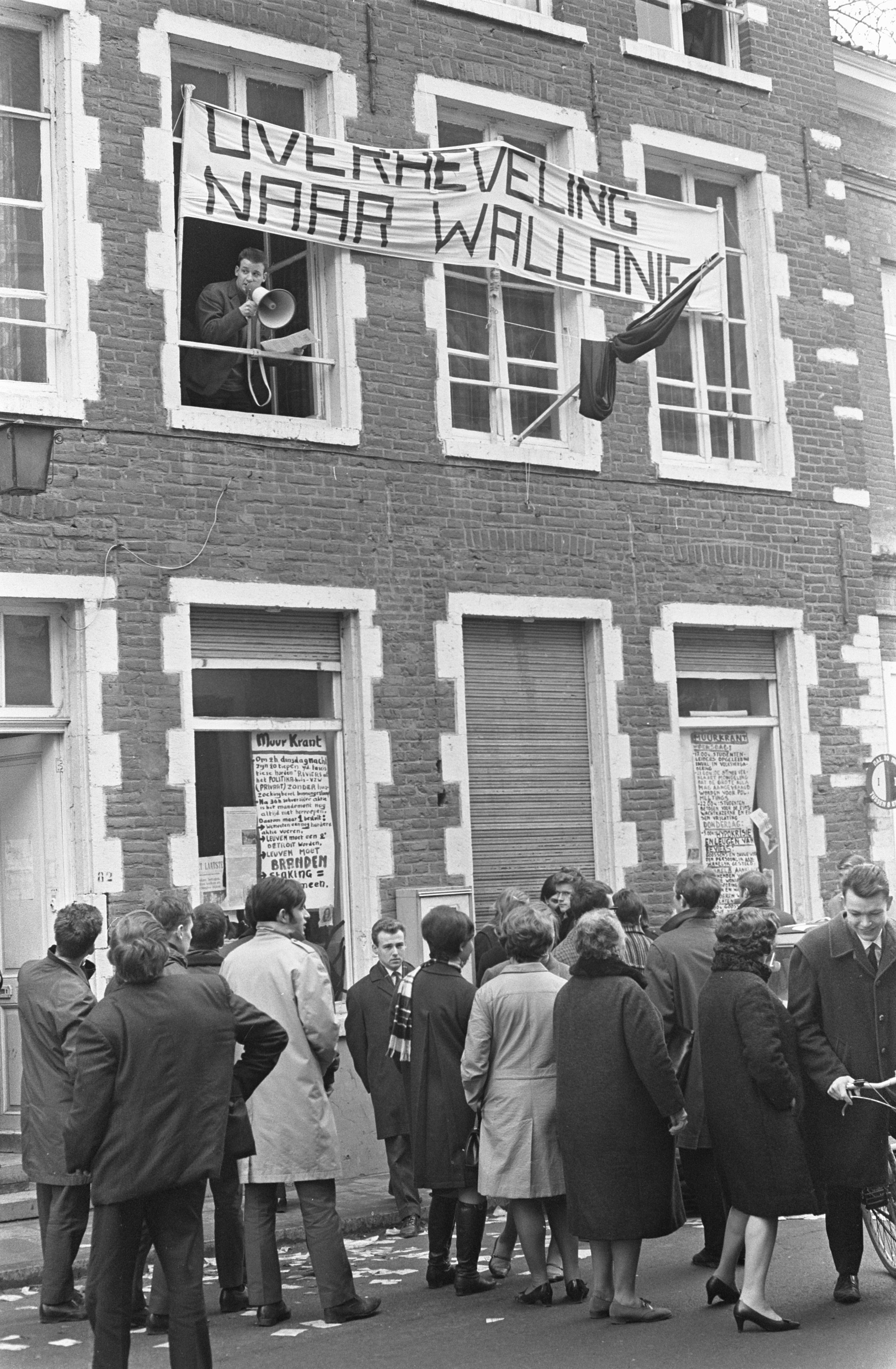
Staking van Vlaamse studenten te Leuven in 1968, een muurkrant levert het laatste nieuws

Op een definitieve splitsing was het nog wachten tot na de rellen van 1968. De toenmalige evolutie in Parijs ("Mei '68") spitste zich in België vooral toe op de taalkwestie tussen Nederlandstaligen en Franstaligen. Die kwestie ontplofte het eerst in (het officieel homogeen Nederlandstalige) Leuven. Niet zozeer door een mogelijke 'overheersing' van het Frans, want sinds de jaren 1950 was de meerderheid van de studenten aan de universiteit Nederlandstalig, maar vooral door de in Vlaanderen algemeen groeiende politieke bewustwording van de Vlamingen. De kwestie Leuven Vlaams dijde uit over heel België, deed een regering vallen en het resultaat was de wettelijke splitsing van de universiteit in 1970. 
De Université libre de Bruxelles - Vrije Universiteit Brussel nam het voortouw met een feitelijke splitsing in twee universiteiten in 1969, en de oorspronkelijke ULB-VUB werd daarom in de Wet van 28 mei 1970 ontbonden en twee juridisch nieuwe universiteiten gesticht. Omdat in Leuven de splitsing nog niet effectief plaats had gevonden, is de oorspronkelijke UCL-KUL door die wet niet ontbonden, maar kreeg de universiteit het recht om een splitsing te organiseren en de oorspronkelijke rechtspersoonlijkheid te delen. Zo ontstonden in 1970 de onafhankelijke Nederlandstalige Katholieke Universiteit Leuven (K.U.L.) en Franstalige Université catholique de Louvain (U.C.L.) als gemeenschappelijk vervolg van de UCL-KUL.
Het duurde nog tot 1978 vooraleer alle Franstalige activiteiten definitief overgeplaatst waren naar de nieuwe Franstalige universiteit Université catholique de Louvain (UCL) in de nieuwe stad Louvain-la-Neuve, op het grondgebied van Ottignies.
De beide universiteiten kenden een periode van gespannen betrekkingen. Zo kon men het bijvoorbeeld niet overal eens worden over de verdeling van boeken in de universiteitsbibliotheek, met als gevolg dat men in sommige gevallen moest overgaan tot een salomonsoordeel: de banden met oneven nummers bleven in Leuven, die met even nummers gingen naar Louvain-la-Neuve. Het betrof echter maar een klein gedeelte van het volledige boekenbestand. Sinds de jaren 1990 zijn de relaties tussen beide universiteiten opnieuw uitstekend.
In 1951 richtte de toen nog unitaire Katholieke Universiteit een nieuwe universiteit op in Belgisch-Kongo, de Universiteit Lovanium, in Leopoldstad, het huidige Kinshasa. Deze universiteit werd gebouwd vanaf 1954, en was vooral een initiatief van de jezuïeten. Het resultaat was een naar alle lokale verhoudingen indrukwekkende, moderne en grote campus, maar de Lovaniumuniversiteit kende een gestage teloorgang ongeveer een decennium na de Congolese onafhankelijkheid van 1960, toen de Zaïrisering van Mobutu Sese Seko sterk begon te spelen. Heden ten dage is de Universiteit Lovanium overgegaan in de Université de Kinshasa, de faculteit theologie groeide uit tot de Université catholique du Congo.
In 1965 werd een tweede afdeling van de Katholieke Universiteit opgericht in Kortrijk met de naam KULAK, wat staat voor Katholieke Universiteit Leuven Afdeling Kortrijk. Omdat de Kortrijkse Universiteit gaandeweg uitgroeide van een afdeling naar een volwaardige campus werd het woord afdeling vervangen door campus en werd de naam Katholieke Universiteit Leuven Campus Kortrijk. Sinds 2011 spreekt men van Katholieke Universiteit Leuven Kulak, kortweg Kulak. Het vroegere acroniem is nu dus de volwaardige naam en heeft ook geen betekenis meer als letterwoord. In deze campus worden (de eerste jaren van) bacheloropleidingen uit zes faculteiten (Rechten, Geneeskunde, Wetenschappen, Letteren, Economie, en Psychologie en Pedagogische Wetenschappen) aangeboden.
In 1972 richtte de KU Leuven een aparte entiteit op om de valorisatie van haar wetenschappelijk onderzoek te ondersteunen. Dit instituut, "Leuven Research & Development" (LRD), heeft ondertussen tientallen spin-offs, zoals de technologiebedrijven Option en Metris, begeleid bij hun totstandkoming, en beheert ze tientallen miljoenen euro's aan investeringen en durfkapitaal.

### 21e eeuw
Op 11 juli 2002 werd de Associatie KU Leuven opgericht, die twaalf hogescholen en de KU Leuven samenbrengt. Deze associatievorming is er gekomen als reactie op de internationalisering van het hoger onderwijs in Europa, in de zogenaamde Verklaring van Bologna uit 1999.
Op 22 december 2011 werd bekendgemaakt, na een uitgebreid intern debat, dat de afkorting K.U.Leuven wordt gewijzigd in KU Leuven. De officiële naam van de universiteit blijft Katholieke Universiteit Leuven. In het Engels wordt de naam van de universiteit ook afgekort tot KU Leuven; voluit luidt het ‘Catholic University of Leuven’.
Sinds het academisch jaar 2013-2014 richt de instelling ook opleidingen in in Brussel, Antwerpen, Gent, Brugge, Geel, Oostende, Diepenbeek, Sint-Katelijne-Waver en Aalst. Dit is een gevolg van de verhuis naar de KU Leuven van academische opleidingen die de hogescholen uit de associatie aanboden. Om de groei in deze campussen te faciliteren, kocht KU Leuven in meerdere steden vastgoed aan zoals in Gent voor de campus Sint-Lucas een gebouw aan de Sint-Niklaasstraat in 2016, in Antwerpen een gebouw van de CM aan de Sint-Jacobsmarkt in 2019 en het Provinciaal Veiligheidsinstituut in 2021 of realiseerde ze nieuwbouw, zoals in 2017 campus Brugge.

#### Zaak-Reuzegom
In 2018 kwam Sanda Dia, een KU Leuven-student wiens vader in Senegal geboren is, om het leven tijdens een verregaande studentendoop van de Leuvense studentenclub Reuzegom, die bekend staat als elitair.
De daders kregen een taakstraf van de academische overheid, wat de universiteit achteraf op kritiek kwam te staan, omdat die straf te licht zou zijn volgens de critici. Volgens de rector, Luc Sels, is de kritiek onterecht, omdat die rekening houdt met feiten die bij het uitvaardigen van de strafmaatregel niet bekend waren.

## Groepen en faculteiten

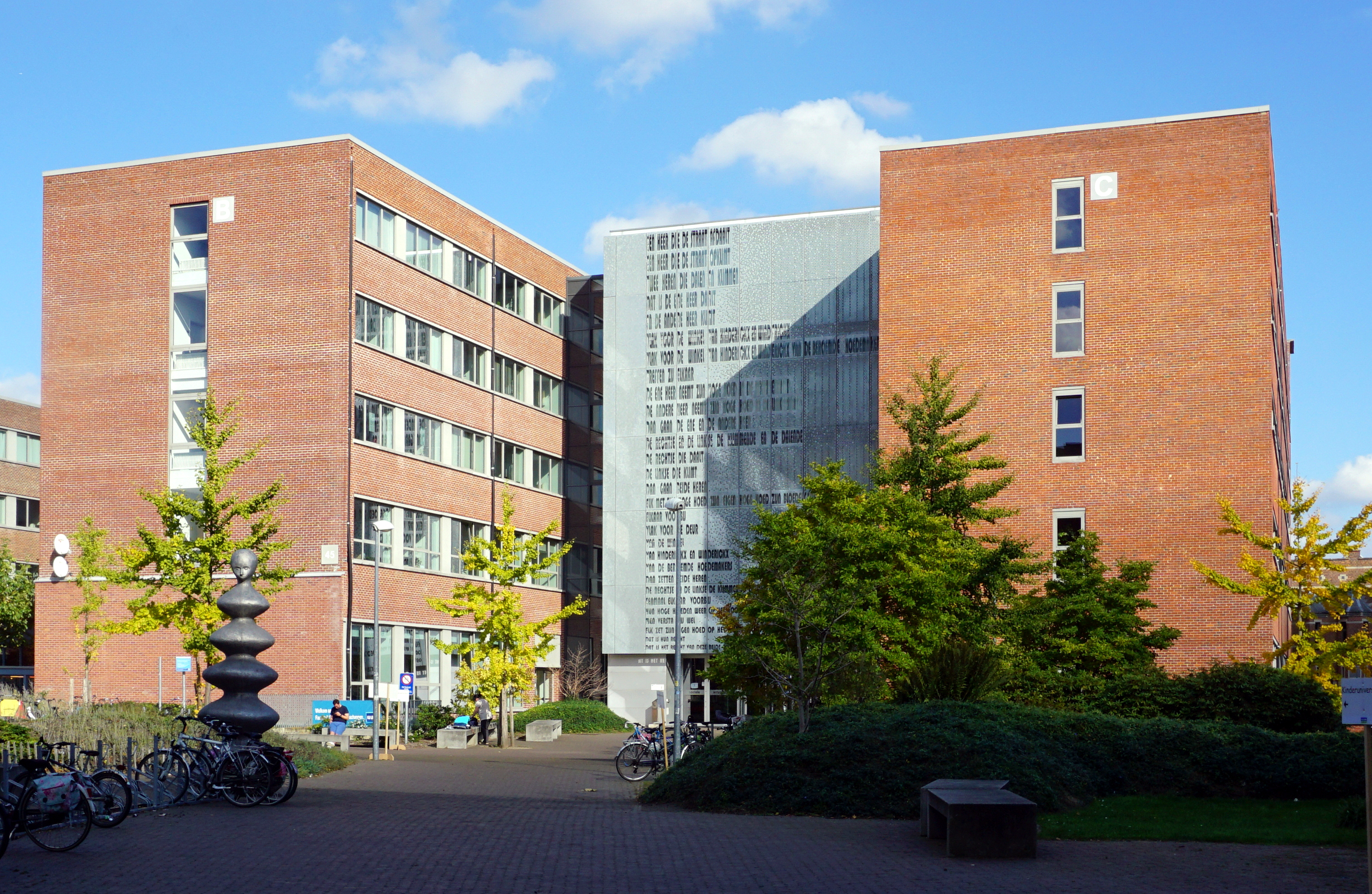
Faculteit Sociale Wetenschappen

De KU Leuven is een algemene universiteit, en heeft dus een brede waaier aan faculteiten. Deze zijn als volgt ondergebracht in drie groepen (tussen haakjes het aantal studenten in 2024-2025):
- Humane Wetenschappen:
  - Faculteit Theologie en Religiewetenschappen Leuven (817)
  - Hoger Instituut voor Wijsbegeerte (1895)
  - Bijzondere Faculteit Kerkelijk Recht (118)
  - Faculteit Rechtsgeleerdheid en Criminologische Wetenschappen (6.861)
  - Faculteit Economie en Bedrijfswetenschappen (10.178)
  - Faculteit Sociale wetenschappen (4.558)
  - Faculteit Letteren (5.076)
  - Faculteit Psychologie en pedagogische wetenschappen (4.614)
  - Geassocieerde Faculteit Kunsten (102)
  - School of Education (683)
- Wetenschap en Technologie:
  - Faculteit Wetenschappen (4.861)
  - Faculteit Ingenieurswetenschappen (6.213)
  - Faculteit Bio-ingenieurswetenschappen (2.985)
  - Faculteit Industriële Ingenieurswetenschappen (5.794)
  - Faculteit Architectuur (2.395)
- Biomedische Wetenschappen:
  - Faculteit Geneeskunde (11.111)
  - Faculteit Farmaceutische wetenschappen (1.243)
  - Faculteit Bewegings- en Revalidatiewetenschappen (3.324)

Het Universitair Ziekenhuis Leuven vormt een vierde vrij zelfstandige component met hoofdvestiging in Gasthuisberg en afdelingen te Leuven (UZ Sint-Rafaël en UZ Sint-Pieter) en te Lubbeek (UZ Pellenberg en UMC Sint-André) met daarnaast het Universitair Psychiatrisch Centrum (UPC) te Kortenberg, Diest en Leuven.
Verder zijn er ook dienstverlenende afdelingen voor de hele universiteit:
- Academische Lerarenopleiding te Leuven, Brussel en Antwerpen
- Instituut voor Levende Talen biedt aan studenten en (gast-)docenten taalcursussen op maat.

## Campussen
De opleidingen van de KU Leuven worden op verschillende campussen georganiseerd.
In Leuven zijn de meeste locaties gegroepeerd op drie campussen (52.023 studenten, waarvan 2.101 in Groep T):
- Leuven (verspreid over een groot deel van de Leuvense binnenstad, inclusief Groep T)
- Heverlee (Campus Arenberg I, II, III en IV)
- Gasthuisberg

Naast de locaties in Leuven organiseert de universiteit onderwijs in negen andere Vlaamse steden:
- Aalst (24 studenten - op de campus van de vroegere hogeschool KAHO)
- Antwerpen (1.333 studenten - campus Antwerpen Carolus en campus Antwerpen Sint-Jacob)
- Brugge (571 studenten - KU Leuven Campus Brugge)
- Brussel (4.787 studenten - Katholieke Universiteit Leuven campus Brussel en 818 studenten - campus Sint-Lucas)
- Diepenbeek (882 studenten - in samenwerking met en op terreinen van UHasselt)
- Geel (367 studenten - op de campus van hogeschool Thomas More)
- Gent (1.127 studenten - op KU Leuven Technologiecampus Gent en 1.681 studenten - campus Sint-Lucas)
- Kortrijk (1.607 studenten - Kulak)
- Sint-Katelijne-Waver (370 studenten - De Nayer Instituut)

Tot de zomer van 2017 gaf de KU Leuven ook opleidingen in Oostende, maar deze opleidingen verhuisden naar Brugge.

## Rankings
Volgens het Times Higher Education Supplement (THES) van The Times is de KU Leuven jaar na jaar de hoogst scorende Belgische universiteit, en de eerste Nederlandstalige universiteit ter wereld. Wereldwijd staat KU Leuven in 2024 op de 45ste plaats, als 14de Europese universiteit. Ook in de ranglijsten per vakgebied scoort de KU Leuven goed, en is ze als enige Nederlandstalige universiteit aanwezig in 2019 in elke vermelde top 50. Zo staat in 2015-2016 Delft op de 19e plaats in engineering & technology, de KU Leuven staat hier 34e. Leiden haalt plaats 25, Leuven plaats 41 en de UvA de 45e plaats in arts & humanities. In clinical & health vindt men Erasmus (35e), Leuven (37e), Maastricht (45e) en UvA (47e). Wageningen staat op de 18e plaats in life sciences, waar Gent 38e, Utrecht 45e en Leuven 48e haalt. In social sciences tot slot scoren UvA (36e), Erasmus (40e) en Leuven (49e).
Het persagentschap Reuters stelt jaarlijks een rangschikking op van de 100 meest innovatieve universiteiten van Europa, gebaseerd op tien parameters die onderzoeksoutput meten met onder meer artikels in wetenschappelijke tijdschriften, gekoppeld aan de impact van die tijdschriften, en het aantal en de impact van patentaanvragen, indicatie van de bescherming en commercialisering van onderzoeksresultaten. De KU Leuven was eerste geklasseerd in deze rangschikking in 2016, 2017, 2018 en 2019, voor FAU Erlangen, Imperial College London, University of Cambridge en EPFL Lausanne.
In 2019 was de KU Leuven volgens de QS World University Rankings de hoogst scorende Belgische universiteit, met een wereldwijde 80ste positie. De output van onderzoeksresultaten wordt als ‘zeer groot’ beoordeeld.
Volgens de Leiden Ranking van het Center for Science and Technology Studies (CWTS) van de universiteit van Leiden is de KU Leuven de eerste Belgische universiteit, de eerste Nederlandstalige en de zesde Europese instelling in het aantal publicaties (de Yellow ranking), en de tweede Belgische universiteit, na de UCL volgens een gewogen en genormaliseerde impactmeting. De KU Leuven staat hier op de 26ste plaats. van de Europese universiteiten.
In de Academic Ranking of World Universities (ARWU) van de Shanghai Jiao Tong Universiteit staat de KU Leuven in 2024 op de 78ste plaats. In 2014 was dit de 96e plaats. In meerdere wetenschapsdomeinen wordt een top-30 notitie gescoord.
In de Meta University Ranking, die ARWU, QS en THE combineert, neemt de KU Leuven de 62ste positie in, na Universiteit Utrecht (54) en Universiteit Leiden (54) maar voor de Universiteit van Amsterdam (69), de Universiteit van Groningen (82) of de Universiteit Gent (82).

## Associatie KU Leuven
De vzw Associatie KU Leuven werd opgericht op 10 juli 2002. De partners waren instellingen die reeds vroeger samenwerkten. De oprichting liep zelfs voorop op de Vlaamse decretale bepalingen van het Structuurdecreet van 2004. In tegenstelling tot de andere associaties in Vlaanderen betreft het hier een samenwerking met partners verspreid over Vlaanderen, waar andere associaties eerder een regionale samenwerking bestendigen.
Sinds 2013 is de Leuvense universiteit een universiteit met verschillende campussen, verspreid over heel Vlaanderen. Als hogescholen zullen die campussen instaan voor professionele opleidingen. Diploma's van opleidingen van universitair niveau, zoals onder meer handelswetenschappen, zullen dan uitgereikt worden door de KU Leuven. Als lid van de universiteit zullen zij, regionaal verankerd, academisch onderwijs verzorgen en een eigen onderzoeksprofiel ontwikkelen, in nauwe samenhang met de professionele expertise die er voorhanden is. Op die manier zal de universiteit zich ontplooien als een sterk en beweeglijk netwerk.
De zes leden van de Associatie KU Leuven zijn:
- LUCA School of Arts, fusie van
  - Hogeschool voor Wetenschap & Kunst
  - Hogeschool Sint-Lukas Brussel
- Odisee, fusie van
  - Hogeschool-Universiteit Brussel
  - Katholieke Hogeschool Sint-Lieven
- Hogeschool Thomas More, fusie van
  - Katholieke Hogeschool Kempen
  - Katholieke Hogeschool Mechelen
  - Lessius Hogeschool Antwerpen
- UC Leuven-Limburg, fusie van
  - Katholieke Hogeschool Leuven
  - Katholieke Hogeschool Limburg
  - Groep T Internationale Hogeschool Leuven
- Katholieke Hogeschool Vives, fusie (2013) van
  - Katholieke Hogeschool Zuid-West-Vlaanderen
  - Katholieke Hogeschool Brugge-Oostende
- Katholieke Universiteit Leuven

## Studenten

### Studentenverenigingen
De studenten van de KU Leuven worden vertegenwoordigd door de Studentenraad KU Leuven (Stura KU Leuven), een overkoepeling van facultaire overlegorganen (vaak faculteitskringen) en campusstudentenraden, die inspraak heeft op vrijwel alle niveaus van de universitaire gemeenschap. De meer sociale faculteitskringen worden vertegenwoordigd door LOKO.
Aan de KU Leuven zijn ook diverse studentenverenigingen actief aan de verschillende campussen. Deze studentenverenigingen zijn meestal verbonden aan een bepaalde studierichting of faculteit. Ze zijn toegankelijk voor iedereen, ongeacht geslacht of afkomst. Voorbeelden zijn VRG (rechten), Medica (geneeskunde & biomedische wetenschappen) en Ekonomika (faculteit economie en bedrijfswetenschappen). 
Alumni van de KU Leuven kunnen lid worden van de Alumni Lovanienses, een vereniging met eigen activiteiten.

### Studentenclubs
Naast de studentenverenigingen zijn er ook onafhankelijke, meestal regionale, studentenclubs. Zij hebben geen enkele band met de universiteit, maar het merendeel van de leden zijn student aan de KU Leuven. Deze meeste studentenclubs zijn bovendien enkel toegankelijk voor jongens of enkel voor meisjes. De clubs voor mannelijke studenten worden vaak aangeduid met het prefix 'Moeder', terwijl de clubs voor vrouwelijke studentes aangeduid worden met het prefix 'Vader'. De clubs zijn kleurdragend en om lid te worden dien je een doop of ontgroening te ondergaan. In 2024 zijn er 27 mannelijke clubs die lid zijn van het Seniorenkonvent Leuven, dat opgedeeld is in vijf provinciale  gouwgildes: de Antwerpse Gilde, de Brabantse Gilde, de Limburgse Gilde, de Oost-Vlaamse Gilde en de West-Vlaamse Gilde. De vrouwelijke clubs zijn verenigd onder het Meisjesseniorenkonvent.
Voorbeelden zijn Moeder Brugse (regio Brugge), Moeder Sinjoria (regio Antwerpen) en K.V.H.C. Zuid-Oost-Vlaamse (regio Oudenaarde - Dendermonde - Aalst). 

### Tuchtstraffen
Uit het tuchtreglement van de KU Leuven: “Van de studenten die zich aan de KU Leuven inschrijven, wordt verlangd dat ze zich in hun gedragingen en sociale betrekkingen, zowel binnen als buiten de universitaire gemeenschap, door eerbied voor de menselijke persoon, voor de samenleving en voor haar goederen laten leiden en dat ze geen handelingen verrichten die onverenigbaar zijn met de hoge zending van de universiteit in het algemeen en met de beginselen die aan de universiteit ten grondslag liggen in het bijzonder.”
Op basis van dit tuchtreglement werden onder andere deze tuchtstraffen uitgesproken:
- 2011: doctoraatsstudente Barbara Van Dyck werd ontslagen op basis van haar weigering om openlijk afstand te nemen van het 'geweld' op 29 mei 2011 tijdens een actie tegen een ggo-aardappelproefveld.[40]
- 2011: twee chemiestudenten die 's nachts drugs maakten in het lab van de KU Leuven werden geschorst.[41]
- 2018: leden van de studentenclub Reuzegom kregen 30 uren taakstraf en moesten een werkstuk schrijven, nadat hun mishandeling van de 20-jarige medestudent Sanda Dia resulteerde in diens dood. Zij mochten hun studie voortzetten. Er kwam kritiek op rector Luc Sels omdat deze straf te zwak zou zijn.[42] Na kennisname van nieuwe elementen dankzij inzage van het strafdossier, legden de tuchtcommissies van de KU Leuven eind 2020 nieuwe, zwaardere straffen op aan de 7 betrokken studenten van Reuzegom die er nog waren ingeschreven.[43] Volgens de advocaten van de 7 Reuzegommers ging het over schorsingen van een tot meerdere jaren, waartegen ze beroep instelden.[44] In beroep besloot het Gemeenschappelijk Bureau tot wegsturingen van meerdere jaren tot definitief.[45]

### Aantal ingeschreven studenten
In het academiejaar 2020-2021 studeerden er aan de KU Leuven 59.802 studenten. Daarmee is de KU Leuven de grootste Nederlandstalige universiteit. Ze biedt in het Nederlands 74 academische bacheloropleidingen, 141 master en 19 master na masteropleidingen aan, naast 62 masteropleidingen, 24 master-na-master opleidingen en vier bacheloropleidingen volledig in het Engels, twee masteropleidingen in het Frans en een master-na-master in het Spaans. Deze opleidingen worden ingericht door vijftien faculteiten, gegroepeerd in drie groepen.

## Tijdschriften
De Campuskrant was een maandblad van de KU Leuven dat in tabloidformaat verscheen in een oplage van 17.000 tot 40.000 exemplaren. In 1990 werd dit de opvolger van de in 1966 gestarte Academische Tijdingen. Op 18 december 2019 verscheen de laatste editie.
Veto is een onafhankelijk studentenblad aan de Associatie KU Leuven. Dit blad wordt uitsluitend door vrijwillige studenten gemaakt.

## Personen
- Lijst van rectoren van de Katholieke Universiteit Leuven
- Lijst van alumni van de Katholieke Universiteit Leuven
- Lijst van eredoctoraten van de Katholieke Universiteit Leuven